# Thelma Kalama
Thelma Kalama   (Honolulu, 24 de març de 1931 - Honolulu, 17 de maig de 1999) fou una nedadora estatunidenca que va competir durant la dècada de 1940.
El 1948 va prendre part en els Jocs Olímpics de Londres on, fent equip amb Marie Corridon, Brenda Helser i Ann Curtis, va guanyar la medalla d'or en els 4x100 metres lliures del programa de natació. En el seu palmarès també destaquen tres títols de l'Athletic Amateur Union i un rècord dels Estats Units en els 400 metres lliures.
El 1998 fou inclosa al Hawaii Sports Hall of Fame, i el 2002, a títol pòstum, al Hawaii Swimming Hall of Fame.